# Muthur
Muthur (o Muttur) è una suddivisione dell'India, classificata come town panchayat, di 12.063 abitanti, situata nel distretto di Tirupur, nello stato federato del Tamil Nadu. In base al numero di abitanti la città rientra nella classe IV (da 10.000 a 19.999 persone).

## Geografia fisica
La città è situata a 11° 3' 0 N e 77° 43' 60 E e ha un'altitudine di 223 m s.l.m..

## Società

### Evoluzione demografica
Al censimento del 2001 la popolazione di Muthur assommava a 12.063 persone, delle quali 6.037 maschi e 6.026 femmine. I bambini di età inferiore o uguale ai sei anni assommavano a 1.035, dei quali 537 maschi e 498 femmine. Infine, coloro che erano in grado di saper almeno leggere e scrivere erano 7.134, dei quali 4.219 maschi e 2.915 femmine.